# 殴られる彼奴

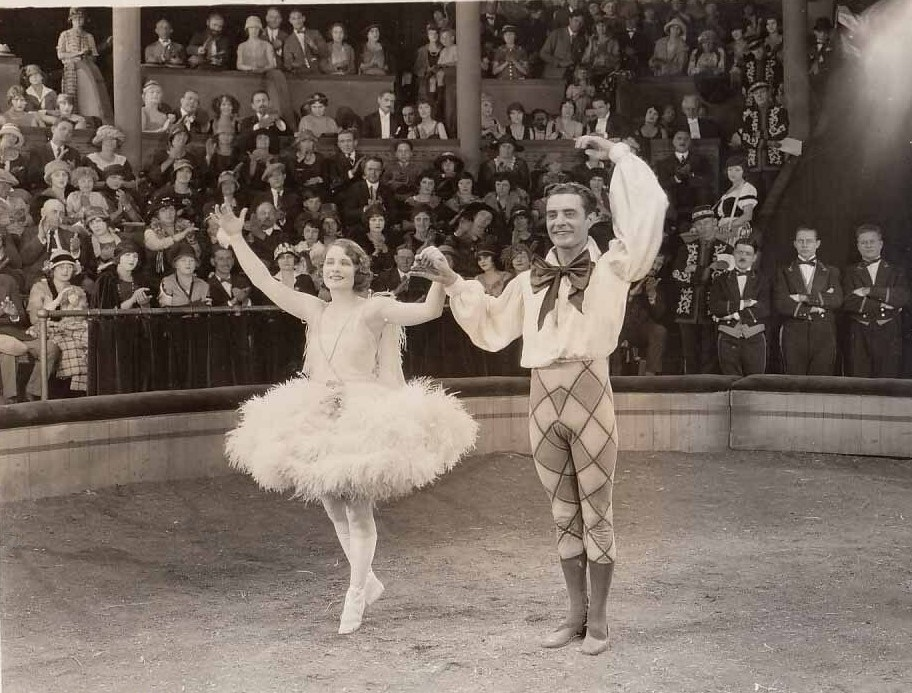
ノーマ・シアラー(左)とジョン・ギルバート

『殴られる彼奴』（なぐられるあいつ、原題・英語: He Who Gets Slapped）は、1924年に製作・公開されたアメリカ合衆国の映画（サイレント映画）である。レオニド・アンドレーエフの原作に基づきヴィクトル・シェストレムが監督、ロン・チェイニーとノーマ・シアラー、ジョン・ギルバートらが出演した。シェストレム監督の渡米2作目である。2017年にアメリカ国立フィルム登録簿に登録された。

## キャスト
- ポール：ロン・チェイニー
- コンスエロ：ノーマ・シアラー
- ベザーノ：ジョン・ギルバート
- マリー：ルース・キング
- マンチーニ伯爵：タリー・マーシャル
- ピエロ：ベラ・ルゴシ（クレジットなし）

## スタッフ
- 製作総指揮：ルイス・B・メイヤー
- 製作：ヴィクトル・シェストレム、アーヴィング・タルバーグ
- 脚本：ヴィクトル・シェストレム、ケーリー・ウィルソン
- 撮影：ミルトン・ムーア
- 編集：ヒュー・ウィン
- 衣裳：ソフィー・ワックナー